# Suaeda vera
Suaeda vera är en amarantväxtart som beskrevs av Johann Friedrich Gmelin. Suaeda vera ingår i släktet saltörter, och familjen amarantväxter.

## Underarter
Arten delas in i följande underarter:
- S. v. longifolia
- S. v. pruinosa
- S. v. deserti

## Bildgalleri

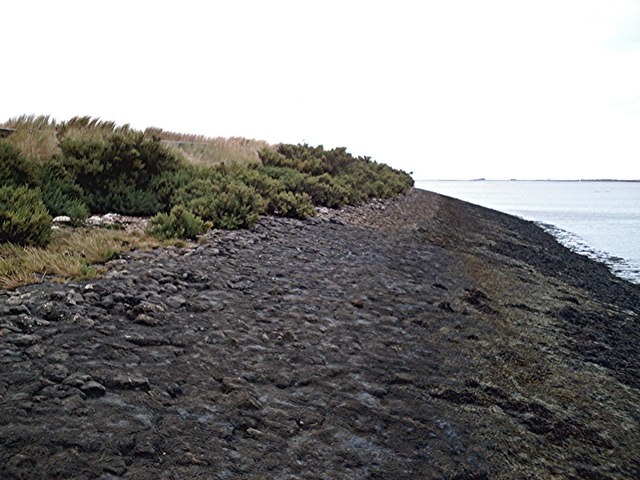
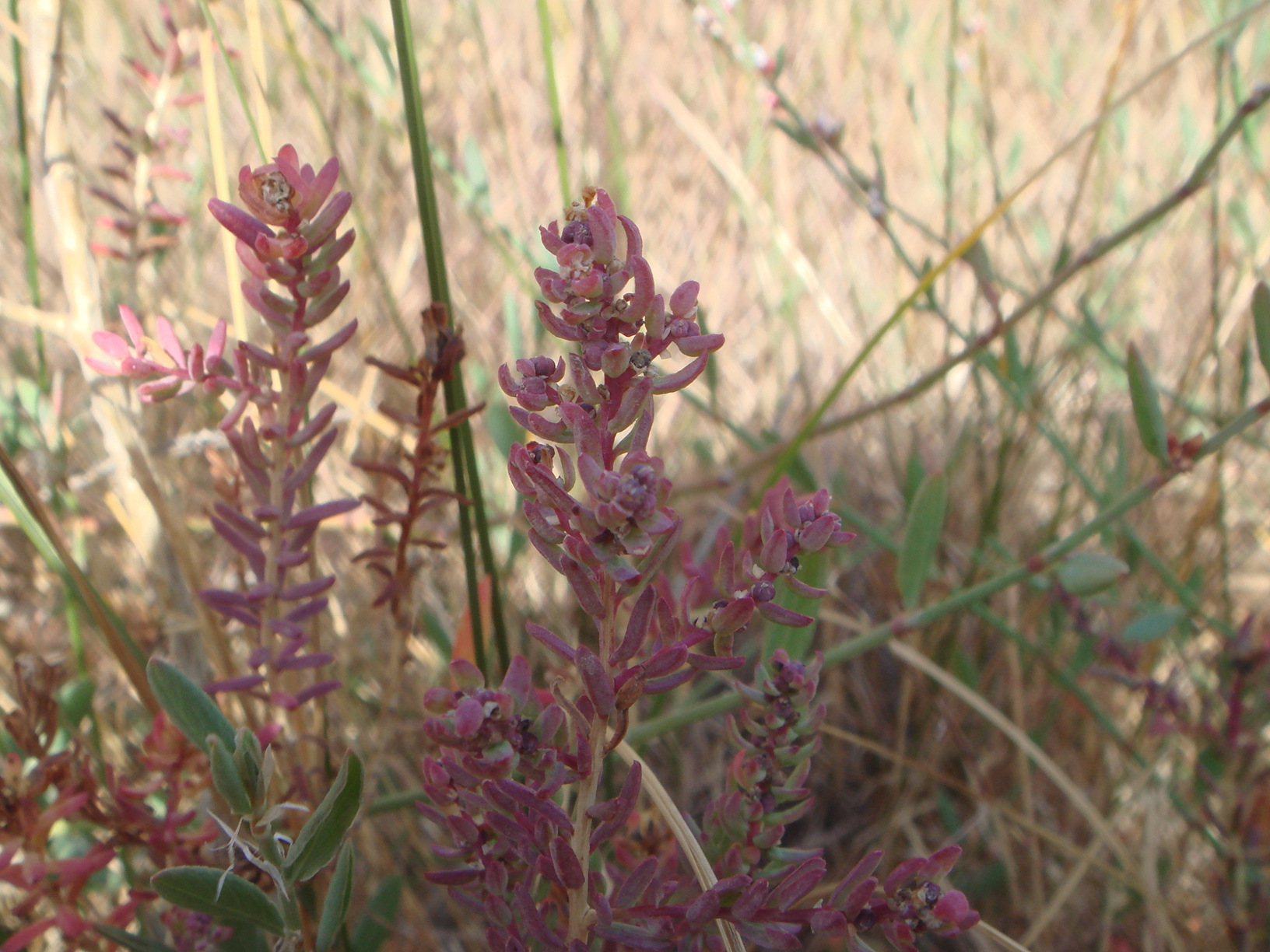
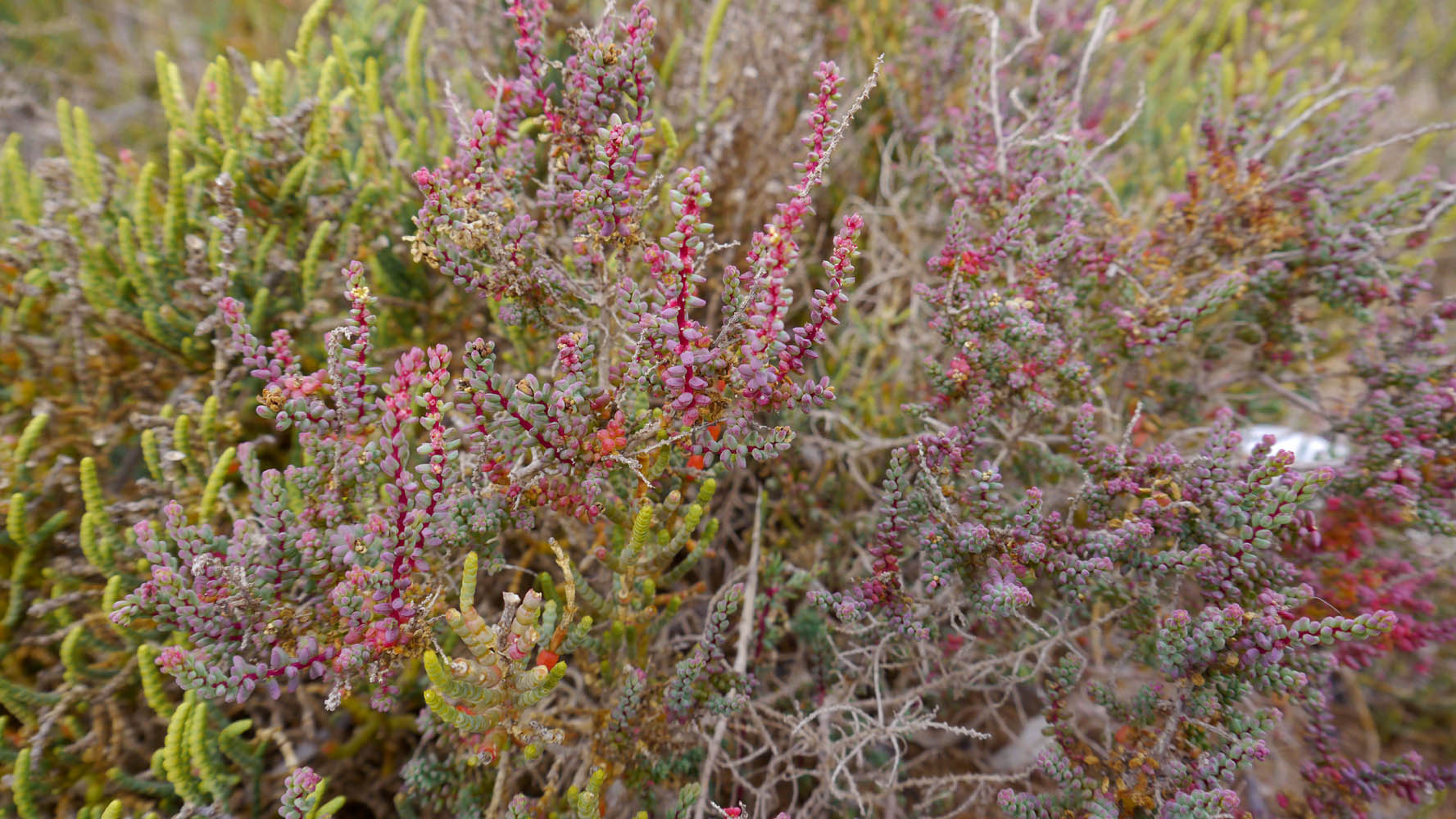
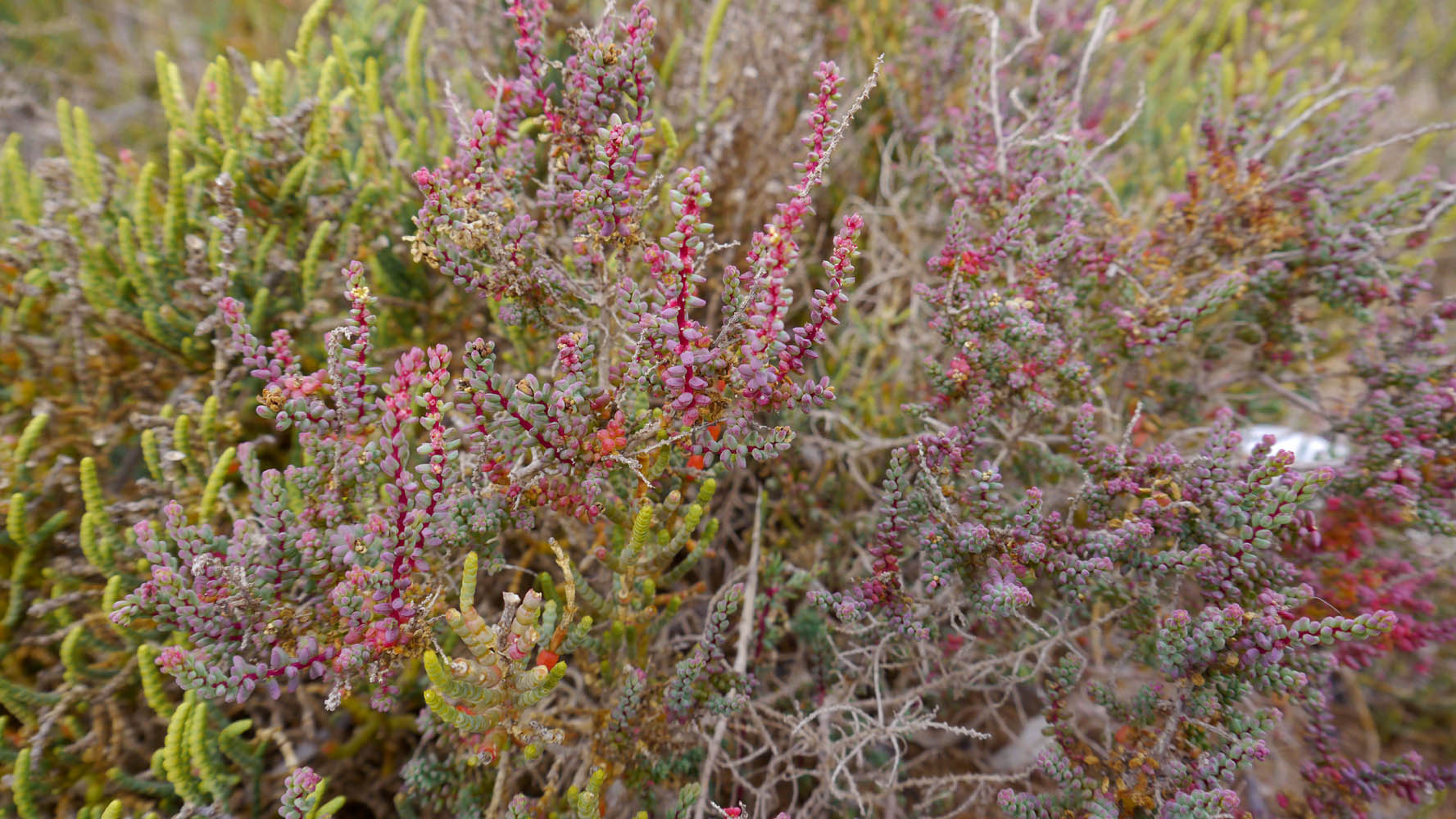